# Sally Fitzgibbons
Sally Fitzgibbons (Gerroa, 19 de dezembro de 1990) é uma surfista profissional australiana na World Surf League que compete na World Women's Championship Tour.

## Carreira
Como uma surfista, Fitzgibbons teve seus primeiros resultados significativos aos 14 anos, tornando-se a mais jovem surfista a ganhar um Association of Surfing Professionals (ASP) Pro Junior (Abaixo de 21), também terminando em segundo no World Qualifying Series (WQS) do Billabong Easter Girls Festival, ao mesmo dia. Aos 15 anos, Fitzgibbons representou a Austrália na International Surfing Association (ISA) no World Surfing Titles in Brazil (Abaixo dos 18) ficando em segundo lugar; aos 16 anos, ela viajou para Portugal para os títulos no ISA (Abaixo dos 18) e ganhou seu primeiro título mundial e apoiou-se no ano seguinte e venceu tanto Billabong ASP U21 World Title e o ISA World Games Open Title.

## Títulos
| Títulos no WCT |                                           |                  |                |
| Ano            | Evento                                    | Lugar            | País           |
| -------------- | ----------------------------------------- | ---------------- | -------------- |
| 2011           | Rip Curl Women's Pro Bells Beach          | Bells Beach      | Austrália      |
| 2011           | Subaru Pro TSB Bank Women's Surf Festival | Taranaki         | Nova Zelândia  |
| 2011           | Nike US Open of Surf                      | Huntington Beach | Estados Unidos |
| 2012           | Rip Curl Women's Pro Bells Beach          | Bells Beach      | Austrália      |
| 2012           | Rio Women's Pro                           | Rio de Janeiro   | Brasil         |
| 2013           | Roxy Pro France                           | Landes           | França         |
| 2014           | Rio Women's Pro                           | Rio de Janeiro   | Brasil         |
| 2014           | Fiji Women's Pro                          | Tavarua          | Fiji           |
| 2015           | Fiji Women's Pro                          | Tavarua          | Fiji           |